# Col·lecció Mondrian de Yves Saint Laurent

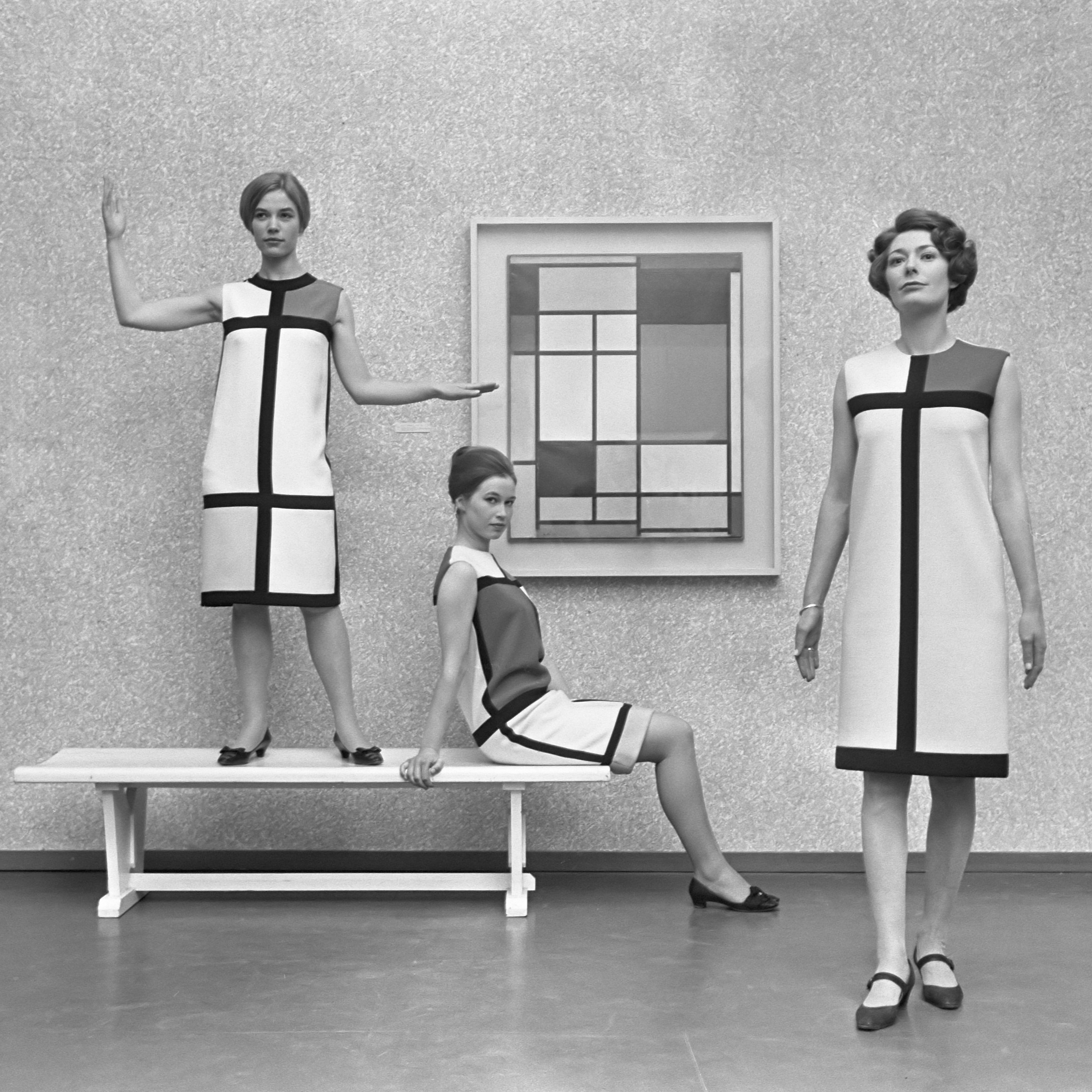
Vestits Mondrian per Yves St Laurent (1966)

La Col·lecció Mondrian de Yves Saint Laurent va ser dissenyada per Yves Saint Laurent l'any 1965. La col·lecció va ser un homenatge a la feina de diversos artistes modernistes. Una part d'aquesta col·lecció estava formada per sis vestits de còctel que estaven inspirats en les pintures de Piet Mondrian. Degut a la importància que van jugar aquests sis vestits la col·lecció es va acabar coneixent amb el nom de col·lecció Mondrian. A la literatura acadèmica s'ha qüestionat si el nom reflexa completament l'objectiu de la col·lecció, ja que hi va haver altres artistes que van inspirar a Saint Laurent com per exemple Poliakoff i Malèvitx. Tot i així, sembla que Mondrian va exercir un paper destacat en aquesta col·lecció.

## Disseny i construcció
Els sis vestits Mondrian fabricats amb punt de jersei i seda A-line tenien línies gràfiques negres i blocs de color blanc i colors primaris, fen referència directa al treball de Mondrian. En lloc de ser estampas, els vestits van ser fabricats amb teixits prèviament tintats, essent cada color una peça individual de tela. Saint Laurent va experimentar amb la interacció de les línies integrant-les a les costures de la peça, cosa que va permetre que crear peces aparentment lliure de costures. El pes de les teles utilitzades va assegurar que la caiguda de la peça fos recta, sense drapejats ni moviment que distorsionessin la simplicitat de l'efecte - característiques que augmentaven el tarannà modernista dels dissenys. En entreviste Saint Laurent va reconèixer que Mondrian el va inspirar a centrar-se en vestit simples amb decoració minimalista. Tot i que l'efecte general semblava senzill, la tècnica era complexa i requeria de precisió en el tall, treball intensiu i tècniques d'alta costura per aconseguir el restultat amb èxit, fets que encarien els vestits.

### Precedents
Tot i que els vestits Mondrian de Saint Laurent van ser mol exitosos, cal assenyalar que diversos dissenyadors havien produït treballs molt similiar amb anterioritat. Al 1965, un periodista de Nova York va apuntar que els vestits Mondrian s'assemblaven molt als vestits de punt de jersey de dos colors que ja havien estat produïts i comercialitzat per la dissenyadora francesea Michèle Rosier. El The New York Times afirmava que l'efecte dels vestits Mondrian havia estat aconseguit dos anys abans pel dissenyador americà John Kloss.

## Convergència de moda i art
La convergència de moda i art en els vestits Mondrian és significativa. Tot i que reflecteixen la silueta de la moda occidental, els dissenys també reflecteixen la importància del treball d'artistes com Mondrian durant els anys seixanta. El llenguatge visual abstracte i geomètric del moviment holandès modernista De Stijl al qual pertanyia Mondrian es va aplicar al disseny dels sis vestits.
Saint Laurent era conegut pel seu amor a les belles arts, i tenia una extensa col·lecció que abastava una àmplia gamma de períodes i estils que van tenir una gran influencia en la seva obra. Va dir de Mondrian: "Mondrian és pures i no es pot anar més enllà en puresa a la pintura. Es tracta d'una puresa que s'uneix a la de la Bauhaus. L'obra mestra del segle XX és un Mondrian". Els vestits han estat descrits com un llenç en què Saint Laurent va experimentar amb les seves idees artístiques, i s'ha considerat que havia capturar el Zeitgest de la seva època. Com a icones de la moda del 1965, els vestits s'han descrit com una nova perspectiva de l'alta costura, és a dir, que no havia de consistir més en un aspecte total i que podria ser fàcil de portar.

## Popularitat
La col·lecció Mondrian es va publicar extensament a moltes revistes de moda, amb un vestit com a protagonista de la portada de Vogue el 1965. Els vestits d'estil Mondrian es van fer molt populars, amb molts fabricants massius que van produir còpies dels dissenys a preus més baixos.

## Als museus
Els vestits originals de Mondrian es poden trobar a diversos museus de tot el món, inclòs el Rijksmuseum d'Amsterdam, el V&A Museum de Londres i el Metropolitan Museum of Art de Nova York.